# 阿薩姆邦伊斯蘭教

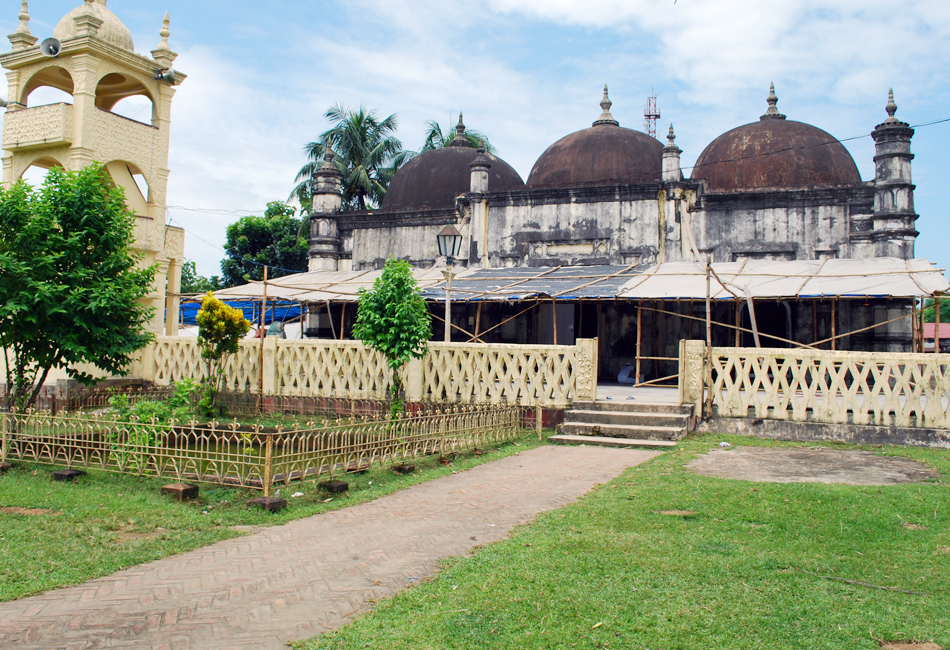
Panbari Mosque是阿薩姆邦最古老的清真寺

伊斯蘭教，是阿薩姆邦其中一種主要宗教，穆斯林佔全邦人口34%。伊斯蘭教在13世紀時引入，而當地的孟加拉語穆斯林則是英國殖民時代來到。

## 歷史
穆斯林最早是在13世紀早期來到阿薩姆地區，一位突厥將軍穆罕默德·本·巴克蒂亞爾·哈爾吉在1205年進入東印度，一位梅奇人酋長在哈爾吉遨請下接受伊斯蘭教，改名阿里·梅奇，後來成為哈爾吉進軍迦摩缕波的嚮導。隨著13世紀初蘇菲沙阿·賈拉勒及其弟子的到來，伊斯蘭教在巴拉克山谷得到了普及。大部分山谷都被孟加拉蘇丹國控制。從那時起，穆斯林繼續在阿薩姆各行各處發揮重要作用。
1613年，莫臥兒帝國吞併阿薩姆邦西部的庫齊·哈喬並統治戈阿帕拉，但不能征服阿薩姆邦的其他部分。一些莫臥兒帝國士兵成為阿豪姆王國的俘虜，他們後來被當地居民同化但仍保持伊斯蘭教信仰。
在1630年，一位穆斯林聖徒沙赫·米蘭從巴格達來到阿薩姆傳播伊斯蘭教，因此許多人已進入伊斯蘭教的懷抱，並成為他的弟子。他的陵寢位於現在的西布薩加爾區。

## 歷史上的區分
雖然阿薩姆邦的穆斯林沒真正的種姓區分，但仍因來源不同可分為三類:
- 1)賽義德:他們自稱是穆罕默德的後裔。
- 2)謝赫:他們是穆斯林士兵和阿薩姆人女人的後裔
- 3)馬里亞:歷史上穆斯林俘虜的後裔

## 英國殖民時期
英國東印度公司在1757年普拉西戰役後確立了英國在孟加拉地區的統治，阿薩姆也遭到殖民統治。英國人帶來了一些孟加拉定居者，而這些孟加拉人也鼓勵其他孟加拉人定居在阿薩姆邦。阿薩姆邦的肥沃土地吸引了一批來自東孟加拉的失地農民，而英國人在當地開設茶園，也歡迎他們來到。

## 獨立後
阿薩姆邦有相當數量的本土穆斯林，但鄰國孟加拉穆斯林非法移民數字的急劇上升引起阿薩姆人的擔憂。
對孟加拉國穆斯林的人口侵略的恐懼在阿薩姆邦一直是個政治問題，在1983年大約2000個孟加拉語穆斯林在種族衝突中被殺。
在2001年，阿薩姆有6個穆斯林佔多數的地區，10年後已增加到9個區。
阿薩姆穆斯林很可能是整個亞洲中最正統的穆斯林社區之一。但他們仍遵循許多印度教的習俗，參加印度教節日。
大多數阿薩姆穆斯林也是農民。